# Åstjärnen (Borgsjö socken, Medelpad, 692579-150450)
Åstjärnen är en sjö i Ånge kommun i Medelpad och ingår i Ljungans huvudavrinningsområde. Sjön har en area på 0,0392 kvadratkilometer och ligger 316 meter över havet.

## Delavrinningsområde
Åstjärnen ingår i det delavrinningsområde (692886-150941) som SMHI kallar för Ovan Hegelån. Medelhöjden är 340 meter över havet och ytan är 53,82 kvadratkilometer. Räknas de 6 avrinningsområdena uppströms in blir den ackumulerade arean 116,78 kvadratkilometer. Granån som avvattnar avrinningsområdet har biflödesordning 2, vilket innebär att vattnet flödar genom totalt 2 vattendrag innan det når havet efter 92 kilometer. Avrinningsområdet består mestadels av skog (88 procent). Avrinningsområdet har 0,04 kvadratkilometer vattenytor vilket ger det en sjöprocent på 0,1 procent.